# عباس‌آباد (خرم‌بید)
قلعه تاریخی 
'عباس‌آباد (خرم‌بید)، روستایی از توابع بخش مشهد مرغاب شهرستان خرم‌بید در استان فارس ایران است.

## جمعیت
این روستا در دهستان شهیدآباد قرار دارد و براساس سرشماری مرکز آمار ایران در سال ۱۳۸۵، جمعیت آن ۲۷ نفر (۹خانوار) بوده‌است.